# 필로 판즈워스
필로 테일러 판즈워스(영어: Philo Taylor Farnsworth, 1906년 8월 19일 ~ 1971년 3월 11일)는 세계 최초로 전자식 텔레비전을 발명한 미국의 발명가이다.
그는 고등학교 졸업 무렵 자신의 스승이었던 저스틴 톨먼(Justin Tolman)에게 전자식 텔레비전의 스케치를 보여주었고, 졸업 이후에 투자자를 모아 연구에 전념하여 1927년에 시제품을 발명하였다. 그의 발명은 1년 뒤에 일반인에게 알려져 1928년 9월 3일 《샌프란시스코 신문》은 "SF맨이 텔레비전 혁명을 일으켰다"고 보도하였다.

## 같이 보기
- 텔레비전